# Trofeo NHK 2008
El Trofeo NHK de 2008 fue la sexta competición del Grand Prix de patinaje artístico sobre hielo de la temporada 2008-2009. Tuvo lugar en Tokio, Japón, entre el 27 y el 30 de noviembre de 2008. Organizada por la federación de patinaje sobre hielo de Japón, la competición sirvió de clasificatorio para la final del Grand Prix.

## Resultados

### Patinaje individual masculino
| Clasificación | Nombre             | País           | Puntuación total | Programa corto | Programa corto | Programa libre | Programa libre |
| ------------- | ------------------ | -------------- | ---------------- | -------------- | -------------- | -------------- | -------------- |
| 1             | Nobunari Oda       | Japón          | 236,18           | 1              | 81,63          | 1              | 154,55         |
| 2             | Johnny Weir        | Estados Unidos | 224,42           | 2              | 78,15          | 2              | 146,27         |
| 3             | Yannick Ponsero    | Francia        | 217,24           | 3              | 74,39          | 3              | 142,85         |
| 4             | Kevin Reynolds     | Canadá         | 199,74           | 6              | 67,51          | 4              | 132,23         |
| 5             | Takahito Mura      | Japón          | 198,07           | 4              | 69,70          | 5              | 128,37         |
| 6             | Stephen Carriere   | Estados Unidos | 192,30           | 5              | 68,99          | 6              | 123,31         |
| 7             | Adrian Schultheiss | Suecia         | 177,75           | 7              | 66,31          | 7              | 111,44         |
| 8             | Yasuharu Nanri     | Japón          | 167,73           | 8              | 63,87          | 10             | 103,86         |
| 9             | Andréi Lutai       | Rusia          | 166,36           | 11             | 56,34          | 8              | 110,02         |
| 10            | Peter Liebers      | Alemania       | 165,90           | 10             | 58,27          | 9              | 107,63         |
| 11            | Anton Kovalevski   | Ucrania        | 157,94           | 9              | 58,84          | 12             | 99,10          |
| 12            | Jamal Othman       | Suiza          | 157,90           | 12             | 55,94          | 11             | 101,96         |

### Patinaje individual femenino
| Clasificación | Nombre                  | País           | Puntuación total | Programa corto | Programa corto | Programa libre | Programa libre |
| ------------- | ----------------------- | -------------- | ---------------- | -------------- | -------------- | -------------- | -------------- |
| 1             | Mao Asada               | Japón          | 191,13           | 1              | 64,64          | 1              | 126,49         |
| 2             | Akiko Suzuki            | Japón          | 167,64           | 4              | 55,56          | 2              | 112,08         |
| 3             | Yukari Nakano           | Japón          | 166,87           | 5              | 54,82          | 3              | 112,05         |
| 4             | Ashley Wagner           | Estados Unidos | 161,10           | 2              | 61,52          | 5              | 99,58          |
| 5             | Laura Lepistö           | Finlandia      | 158,85           | 3              | 59,14          | 4              | 99,71          |
| 6             | Katrina Hacker          | Estados Unidos | 139,46           | 6              | 53,80          | 6              | 85,66          |
| 7             | Cynthia Phaneuf         | Canadá         | 138,90           | 7              | 53,48          | 7              | 85,42          |
| 8             | Mirai Nagasu            | Estados Unidos | 124,22           | 8              | 50,14          | 9              | 74,08          |
| 9             | Kim Na-young            | Corea del Sur  | 119,77           | 9              | 47,92          | 11             | 71,85          |
| 10            | Annette Dytrt           | Alemania       | 115,57           | 12             | 37,62          | 8              | 77,95          |
| 11            | Anastasia Gimazetdinova | Uzbekistán     | 115,10           | 10             | 42,84          | 10             | 72,26          |
| 12            | Katarina Gerboldt       | Rusia          | 113,95           | 11             | 42,42          | 12             | 71,53          |

### Patinaje en parejas
| Clasificación | Nombre                            | País           | Puntuación total | Programa corto | Programa corto | Programa libre | Programa libre |
| ------------- | --------------------------------- | -------------- | ---------------- | -------------- | -------------- | -------------- | -------------- |
| 1             | Pang Qing / Tong Jian             | China          | 186,06           | 1              | 63,10          | 1              | 122,96         |
| 2             | Rena Inoue / John Baldwin         | Estados Unidos | 161,49           | 2              | 57,60          | 2              | 103,89         |
| 3             | Jessica Dubé / Bryce Davison      | Canadá         | 156,76           | 3              | 55,24          | 3              | 101,52         |
| 4             | Stacey Kemp / David King          | Reino Unido    | 132,89           | 4              | 49,36          | 4              | 83,53          |
| 5             | Maria Sergejeva / Ilja Glebov     | Estonia        | 127,70           | 6              | 45,32          | 5              | 82,38          |
| 6             | Laura Magitteri / Ondřej Hotárek  | Italia         | 127,18           | 7              | 45,10          | 6              | 82,08          |
| 7             | Meeran Trombley / Laureano Ibarra | Estados Unidos | 124,92           | 8              | 44,40          | 7              | 80,52          |
| 8             | Monica Pisotta / Michael Stewart  | Canadá         | 124,80           | 5              | 47,78          | 8              | 77,02          |

### Danza sobre hielo
| 1  | Federica Faiella / Massimo Scali     | Italia         | 176,67 | 1  | 35,61 | 2  | 53,78 | 2  | 87,28 |
| 2  | Nathalie Péchalat / Fabian Bourzat   | Francia        | 175,42 | 2  | 33,20 | 1  | 54,27 | 1  | 87,95 |
| 3  | Emily Samuelson / Evan Bates         | Estados Unidos | 161,45 | 3  | 32,18 | 4  | 50,92 | 4  | 78,35 |
| 4  | Yekaterina Bobrova / Dmitri Soloviov | Rusia          | 159,96 | 6  | 29,80 | 5  | 49,61 | 3  | 80,55 |
| 5  | Kristina Gorshkova / Vitali Butikov  | Rusia          | 159,51 | 4  | 31,54 | 3  | 51,80 | 6  | 76,17 |
| 6  | Kimberly Navarro / Brent Bommentre   | Estados Unidos | 155,60 | 5  | 31,01 | 6  | 47,91 | 5  | 76,68 |
| 7  | Kaitlyn Weaver / Andrew Poje         | Canadá         | 151,10 | 7  | 28,70 | 7  | 46,58 | 7  | 75,82 |
| 8  | Cathy Reed / Chris Reed              | Japón          | 135,83 | 8  | 27,17 | 10 | 39,87 | 8  | 68,79 |
| 9  | Yu Xiaoyang / Wang Chen              | China          | 131,90 | 9  | 25,46 | 8  | 40,78 | 9  | 65,66 |
| 10 | Isabella Pajardi / Stefano Caruso    | Italia         | 128,35 | 10 | 23,86 | 9  | 40,52 | 10 | 63,97 |